# На висоті
«На висоті» (англ. High Life) — науково-фантастичний фільм режисерки Клер Дені. Прем'єра фільму відбулася 9 вересня 2018 року на міжнародному кінофестивалі у Торонто .

## Сюжет
Дія картини протікає в глибокому космосі на дослідницькій станції на орбіті навколо чорної діри. Групі злочинців, як покарання, наказано здійснити експерименти щодо можливого відбору енергії від чорної діри, досліджуючи так звану гіпотезу процесу Пенроуза. Навіть успішне виконання місії не врятує злочинців, вони проведуть все своє життя на станції. Одночасно керівник місії доктор Дібс проводить низку експериментів щодо продовження життя на станції. Чоловіки повинні здавати свою сперму, жінки яйцеклітини. Народжених дітей Дібс забирає у матерів. Через космічну радіацію експерименти безуспішні протягом багатьох років. Екіпаж станції занурюється у розчарування та повну безвихідь. Станція поступово перетинає горизонт подій чорної дірки та опускається до неї.

## У ролях
| Актор            | Роль        |
| ---------------- | ----------- |
| Роберт Паттінсон | Монте       |
| Жюльєт Бінош     | доктор Дібс |
| Міа Гот          | Бойс        |
| Андре Бенджамін  | Черні       |
| Ларс Айдінгер    | Чандра      |
| Агата Бузек      | Нансен      |
| Юен Мітчелл      | Еттор       |
| Клер Тран        | Мінк        |
| Глорія Обьяно    | Електра     |

## Критика
Фільм отримав здебільшого позитивні оцінки кінокритиків. На сайті агрегатора рецензій Rotten Tomatoes фільм має рейтинг 88 % на основі 48 рецензій критиків із середньою оцінкою 8 із 10 . На сайті Metacritic фільм отримав оцінку 81 зі 100 на основі 14 рецензій, що відповідає статусу «загальне визнання» .

## Реліз
Світова прем'єра відбулася 9 вересня 2018 року, а в Україні фільм уперше показали — 18 квітня 2019 року

## Нагороди та визнання
| Нагорода                                   | Дата церемонії  | Категорія           | Переможець        | Результат | Прим.  |
| ------------------------------------------ | --------------- | ------------------- | ----------------- | --------- | ------ |
| Міжнародний кінофестиваль у Сан-Себастьяні | 29 вересня 2018 | Найкращий фільм     | На висоті         | Номінація | [ 8 ]  |
| Міжнародний кінофестиваль у Сан-Себастьяні | 29 вересня 2018 | FIPRESCI Award      | На висоті         | Перемога  | [ 9 ]  |
| Гентський міжнародний кінофестиваль        | 19 жовтня 2018  | Найкращий фільм     | На висоті         | Номінація | [ 10 ] |
| Гентський міжнародний кінофестиваль        | 19 жовтня 2018  | Премія Жоржа Делерю | Стюарт А. Стейплс | Перемога  | [ 11 ] |
| Приз Луї Деллюка                           | 12 грудня 2018  | Найкращий фільм     | На висоті         | Номінація | [ 12 ] |